# وانگ فو

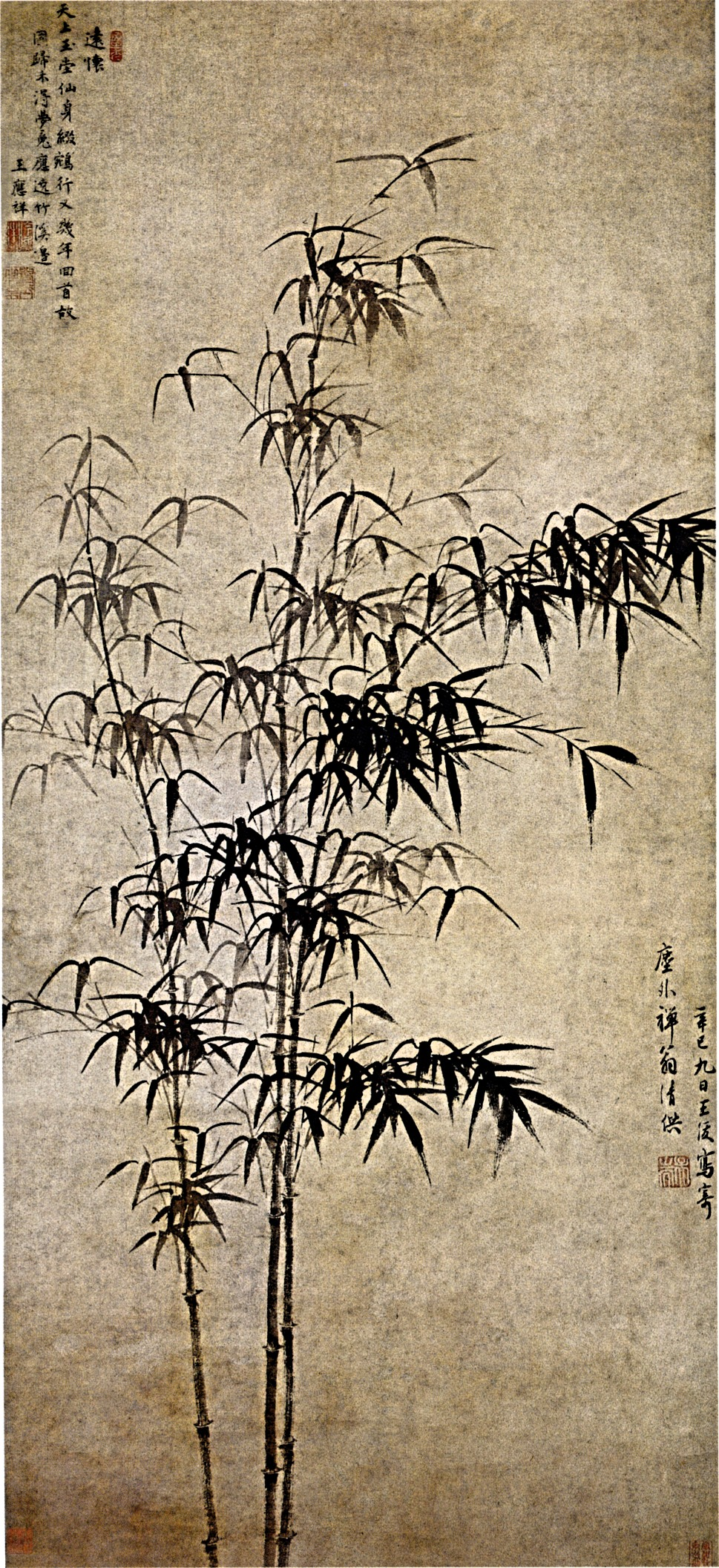
بامبو، نقاشی با جوهر اثر وانگ فو، ۱۴۰۱، موزه کاخ

وانگ فو (چینی ساده: 王绂، چینی سنتی: 王紱، پین یین: Wáng Fú؛ ۱۳۶۲-۱۴۱۶) نقاش منظره، خطاط و شاعر چینی دوران سلسله مینگ بود.

## زندگینامه
وانگ فو در حدود سال ۱۳۶۲ میلادی در استان جیانگسوی چین زاده شد و در بزرگسالی منگ‌دوان نام گرفت. وانگ نقاش منظره بود و در کارهایش سبک وانگ منگ (به چینی: 王蒙) و نی زان (به چینی: 倪瓒) را دنبال می‌کرد. او همچنین سبکی آزاد و نامحدود برای کشیدن نگاره‌هایی از گیاهان بامبو داشت. از القاب او می‌توان به یوشی، جیو لونگ شان‌رن و آئوسو اشاره کرد.
وانگ فو در سال ۱۴۱۶ میلادی درگذشت.